# Belgische kampioenschappen atletiek 2009
In 2009 werden de Belgisch kampioenschappen atletiek Alle Categorieën gehouden op 1 en 2 augustus in Oordegem (gemeente Lede). De organisatie lag in handen van Vlierzele Sportief in samenwerking met de Vlaamse Atletiekliga.
De nationale kampioenschappen 10.000 m voor mannen en vrouwen en 3000 m steeple voor vrouwen werden op 30 juli 2009 gehouden in Machelen.
Een viertal Belgische atleten kwalificeerde zich bij dit kampioenschap voor de wereldkampioenschappen atletiek 2009 in Berlijn, te weten Olivia Borlée (200 m), Élodie Ouédraogo (400 m horden), Cédric Van Branteghem (400 m) en Thomas Smet (speerwerpen). De totale selectie, inclusief de reserves voor de estafettenummers, kwam hiermee op 23.

## Uitslagen

### 100 m
| rang   | atleet           | prestatie |
| ------ | ---------------- | --------- |
| Goud   | Jean-Marie Louis | 10,63 s   |
| Zilver | Ingmar Herreman  | 10,72 s   |
| Brons  | Wout Verhoeven   | 10,82 s   |

| rang   | atlete           | prestatie |
| ------ | ---------------- | --------- |
| Goud   | Olivia Borlée    | 11,44 s   |
| Zilver | Anne Zagré       | 11,52 s   |
| Brons  | Justine Desondre | 11,96 s   |

### 200 m
| rang   | atleet         | prestatie |
| ------ | -------------- | --------- |
| Goud   | Kevin Borlée   | 20,89 s   |
| Zilver | Joris Haeck    | 21,12 s   |
| Brons  | Antoine Gillet | 21,23 s   |

| rang   | atlete          | prestatie |
| ------ | --------------- | --------- |
| Goud   | Olivia Borlée   | 23,15 s   |
| Zilver | Elke Bogemans   | 24,03 s   |
| Brons  | Laetitia Libert | 24,12 s   |

### 400 m
| rang   | atleet                | prestatie |
| ------ | --------------------- | --------- |
| Goud   | Cédric Van Branteghem | 46,07 s   |
| Zilver | Nils Duerinck         | 46,47 s   |
| Brons  | Arnaud Ghislain       | 46,87 s   |

| rang   | atlete          | prestatie |
| ------ | --------------- | --------- |
| Goud   | Elke Bogemans   | 53,56 s   |
| Zilver | Axelle Dauwens  | 55,11 s   |
| Brons  | Wendy Den Haeze | 55,19 s   |

### 800 m
| rang   | atleet             | prestatie |
| ------ | ------------------ | --------- |
| Goud   | Charles Van Hees   | 1.50,42   |
| Zilver | Matthias Rosseeuw  | 1.50,48   |
| Brons  | Jan Van Den Broeck | 1.50,52   |

| rang   | atlete              | prestatie |
| ------ | ------------------- | --------- |
| Goud   | Charlotte Debroux   | 2.06,78   |
| Zilver | Camilla De Bleecker | 2.07,91   |
| Brons  | Mariska Parewyck    | 2.08,88   |

### 1500 m
| rang   | atleet               | prestatie |
| ------ | -------------------- | --------- |
| Goud   | Kristof Van Malderen | 3.43,46   |
| Zilver | Kim Ruell            | 3.43,60   |
| Brons  | Geoffrey Marrion     | 3.44,22   |

| rang   | atlete            | prestatie |
| ------ | ----------------- | --------- |
| Goud   | Lindsey De Grande | 4.17,94   |
| Zilver | Sandra Schenkel   | 4.25,37   |
| Brons  | Jenna Wyns        | 4.31,52   |

### 5000 m
| rang   | atleet            | prestatie |
| ------ | ----------------- | --------- |
| Goud   | Maarten Van Steen | 14.06,94  |
| Zilver | Wesley De Kerpel  | 14.13,38  |
| Brons  | Guy Fays          | 14.14,03  |

| rang   | atlete              | prestatie |
| ------ | ------------------- | --------- |
| Goud   | Veerle Van linden   | 16.36,01  |
| Zilver | Stephanie De Croock | 16.40,16  |
| Brons  | Vanja Cnops         | 16.42,54  |

### 10.000 m[1]
| rang   | atleet                   | prestatie |
| ------ | ------------------------ | --------- |
| Goud   | Stefan Van Den Broek     | 29.55,13  |
| Zilver | Frank Bollen             | 30.27,18  |
| Brons  | Lander Van Droogenbroeck | 30.44,63  |

| rang   | atlete                    | prestatie |
| ------ | ------------------------- | --------- |
| Goud   | Virginie Vandroogenbroeck | 36.32,25  |
| Zilver | Els Van Hooydonck         | 36.40,68  |
| Brons  | Ann Parmentier            | 36.53,65  |

### 110 m horden/100 m horden
| rang   | atleet             | prestatie |
| ------ | ------------------ | --------- |
| Goud   | Adrien Deghelt     | 13,70 s   |
| Zilver | Damien Broothaerts | 13,76 s   |
| Brons  | Quentin Ruffacq    | 14,34 s   |

| rang   | atlete          | prestatie |
| ------ | --------------- | --------- |
| Goud   | Eline Berings   | 12,97 s   |
| Zilver | Elisabeth Davin | 13,11 s   |
| Brons  | Anne Zagré      | 13,20 s   |

### 400 m horden
| rang   | atleet               | prestatie |
| ------ | -------------------- | --------- |
| Goud   | Michaël Bultheel     | 50,69 s   |
| Zilver | Vincent Vanryckeghem | 50,76 s   |
| Brons  | Pieter De Schepper   | 51,52 s   |

| rang   | atlete            | prestatie |
| ------ | ----------------- | --------- |
| Goud   | Élodie Ouédraogo  | 56,71 s   |
| Zilver | Jolien Van Brempt | 59,40 s   |
| Brons  | Jessie Raes       | 60,42 s   |

### 3000 m steeple[2]
| rang   | atleet           | prestatie |
| ------ | ---------------- | --------- |
| Goud   | Jeroen D'hoedt   | 8.52,93   |
| Zilver | Koen Wilssens    | 9.12,98   |
| Brons  | Jeremy Van Ophem | 9.24,29   |

| rang   | atlete              | prestatie |
| ------ | ------------------- | --------- |
| Goud   | Stephanie De Croock | 10.28,13  |
| Zilver | Vanja Cnops         | 10.49,78  |
| Brons  | Sofie Picavet       | 10.59,89  |

### Verspringen
| rang   | atleet              | prestatie |
| ------ | ------------------- | --------- |
| Goud   | Nicolas Stempnick   | 7,37 m    |
| Zilver | Benjamin De Vriendt | 7,32 m    |
| Brons  | Cedric Nolf         | 7,28 m    |

| rang   | atlete         | prestatie |
| ------ | -------------- | --------- |
| Goud   | Els De Wael    | 6,08 m    |
| Zilver | Sara Aerts     | 6,04 m    |
| Brons  | Kim Van Hertem | 5,97 m    |

### Hink-stap-springen
| rang   | atleet              | prestatie |
| ------ | ------------------- | --------- |
| Goud   | Corentin Debailleul | 15,39 m   |
| Zilver | Hugues Branle       | 14,00 m   |
| Brons  | Franck Cannaert     | 13,98 m   |

| rang   | atlete            | prestatie |
| ------ | ----------------- | --------- |
| Goud   | Jolien Van Brempt | 12,91 m   |
| Zilver | Anne Claes        | 12,71 m   |
| Brons  | Stefie Mievis     | 12,27 m   |

### Hoogspringen
| rang   | atleet           | prestatie |
| ------ | ---------------- | --------- |
| Goud   | Stijn Stroobants | 2,20 m    |
| Zilver | Timothy Hubert   | 2,04 m    |
| Brons  | Xavier Chalon    | 2,04 m    |

| rang   | atlete              | prestatie |
| ------ | ------------------- | --------- |
| Goud   | Hanne Van Hessche   | 1,74 m    |
| Zilver | Sarah De Vogelaer   | 1,71 m    |
| Brons  | Marjolein Lindemans | 1,68 m    |

### Polsstokhoogspringen
| rang   | atleet          | prestatie |
| ------ | --------------- | --------- |
| Goud   | Kevin Rans      | 5,55 m    |
| Zilver | Denis Goossens  | 5,20 m    |
| Brons  | Laurent Vanhees | 5,00 m    |

| rang   | atlete          | prestatie |
| ------ | --------------- | --------- |
| Goud   | Fanny Smets     | 3,90 m    |
| Zilver | Chloé Henry     | 3,85 m    |
| Brons  | Aurelie De Ryck | 3,75 m    |

### Kogelstoten
| rang   | atleet         | prestatie |
| ------ | -------------- | --------- |
| Goud   | Wim Blondeel   | 18,61 m   |
| Zilver | Richard Revyn  | 16,34 m   |
| Brons  | Filip Eeckhout | 16,16 m   |

| rang   | atlete               | prestatie |
| ------ | -------------------- | --------- |
| Goud   | Catherine Timmermans | 15,90 m   |
| Zilver | Sophie Verlinden     | 14,00 m   |
| Brons  | Annelies Peetroons   | 13,59 m   |

### Discuswerpen
| rang   | atleet       | prestatie |
| ------ | ------------ | --------- |
| Goud   | Wim Blondeel | 53,26 m   |
| Zilver | Sem Bras     | 49,67 m   |
| Brons  | Edwin Nys    | 48,19 m   |

| rang   | atlete             | prestatie |
| ------ | ------------------ | --------- |
| Goud   | Inge Vangeel       | 48,40 m   |
| Zilver | Veerle Blondeel    | 48,11 m   |
| Brons  | Anouska Hellebuyck | 46,43 m   |

### Speerwerpen
| rang   | atleet        | prestatie |
| ------ | ------------- | --------- |
| Goud   | Thomas Smet   | 79,14 m   |
| Zilver | Tom Goyvaerts | 78,36 m   |
| Brons  | John De Smet  | 68,67 m   |

| rang   | atlete        | prestatie |
| ------ | ------------- | --------- |
| Goud   | Melissa Dupré | 50,07 m   |
| Zilver | Sarah Vermeir | 44,17 m   |
| Brons  | An Vanhoorne  | 40,07 m   |

### Hamerslingeren
| rang   | atleet             | prestatie |
| ------ | ------------------ | --------- |
| Goud   | Nicolas Pierre     | 64,00 m   |
| Zilver | Walter De Wyngaert | 59,71 m   |
| Brons  | Tim De Coster      | 58,60 m   |

| rang   | atlete          | prestatie |
| ------ | --------------- | --------- |
| Goud   | Frederique Neys | 52,12 m   |
| Zilver | Tasja Gevers    | 49,55 m   |
| Brons  | Irina Sustelo   | 49,53 m   |

1889 · 
1890 · 
1891 · 
1892 · 
1893 · 
1894 · 
1895 · 
1896 · 
1897 · 
1898 · 
1899 · 
1900 · 
1901 · 
1902 · 
1903 · 
1904 · 
1905 · 
1906 ·
1907 ·
1908 · 
1909 · 
1910 · 
1911 · 
1912 · 
1913 · 
1914 · 
1919 · 
1920 · 
1921 · 
1922 · 
1923 · 
1924 · 
1925 · 
1926 · 
1927 · 
1928 · 
1929 · 
1930 · 
1931 · 
1932 · 
1933 · 
1934 · 
1935 · 
1936 · 
1937 · 
1938 · 
1939 · 
1940 · 
1941 · 
1942 · 
1943 · 
1944 · 
1945 · 
1946 · 
1947 · 
1948 · 
1949 · 
1950 · 
1951 · 
1952 · 
1953 · 
1954 · 
1955 · 
1956 · 
1957 · 
1958 · 
1959 · 
1960 · 
1961 · 
1962 · 
1963 · 
1964 · 
1965 · 
1966 · 
1967 · 
1968 · 
1969 · 
1970 · 
1971 · 
1972 · 
1973 · 
1974 · 
1975 · 
1976 · 
1977 · 
1978 · 
1979 · 
1980 · 
1981 · 
1982 · 
1983 · 
1984 · 
1985 · 
1986 · 
1987 · 
1988 · 
1989 · 
1990 · 
1991 · 
1992 · 
1993 · 
1994 ·
1995 · 
1996 · 
1997 · 
1998 · 
1999 · 
2000 · 
2001 · 
2002 · 
2003 · 
2004 · 
2005 · 
2006 · 
2007 · 
2008 · 
2009 · 
2010 · 
2011 · 
2012 · 
2013 · 
2014 · 
2015 · 
2016 · 
2017 · 
2018 · 
2019 · 
2020 · 
2021 · 
2022 · 
2023 · 
2024